# 郭冠麟
郭冠麟（2004年2月3日—），臺灣男子羽毛球運動員，於2022年世界青年羽毛球錦標賽贏得男單冠軍。

## 簡歷
郭冠麟出身单亲家庭，由祖父帶大；他受祖父影響從幼稚園開始接觸羽球，此後就讀的獅湖國小、英明國中、高雄中學都是羽球名校，國中時曾贏得2018年U15亞青賽男單冠軍，高中二年級成為中華民國羽球協會甲組球員。高中畢業後就讀臺北市立大學球類運動學系。
2022年，郭冠麟在世界中學生運動會奪男單金牌。同年8月在全國羽球排名賽擊敗奪冠熱門林俊易，爆冷晉級四強。10月，郭冠麟作為單打主力在世界青年羽毛球錦標賽助隊伍奪得混合團體亞軍，為隊史最佳成績；在隨後舉行的個人賽，郭先是於男子單打八強擊敗在國際賽場已小有名氣的法國選手亞歷克斯·拉尼耶，闖入決賽後擊敗印度選手蘇布拉馬尼安，奪得臺灣第二座世青賽男單冠軍。12月，在巴林國際挑戰賽首次闖入成人級賽事決賽，最終以15－21、22－20、12－21敗於馬來西亞的黃智勇。

## 主要比賽成績
只列出曾進入準決賽的國際賽事成績：
| 年份   | 賽事                 | 公開賽級別 | 項目     | 成績 |
| ------ | -------------------- | ---------- | -------- | ---- |
| 2022年 | 世界青年羽毛球錦標賽 | 其他       | 混合團體 | 亞軍 |
| 2022年 | 世界青年羽毛球錦標賽 | 其他       | 男子單打 | 冠軍 |
| 2022年 | 巴林羽毛球國際挑戰賽 | 國際挑戰賽 | 男子單打 | 亞軍 |
| 2023年 | 波恩羽毛球國際賽     | 未來系列賽 | 男子單打 | 亞軍 |

| 2018-2026年 | 總決賽 | 超級1000賽 | 超級750賽 | 超級500賽 | 超級300賽 | 超級100賽 | 國際挑戰賽 | 國際系列賽 | 未來系列賽 | 其他 |

## 外部連結
- 郭冠麟在世界羽球聯盟的登錄資料